# Mi corazón se fue
«Mi corazón se fue» es una canción interpretada por el cantautor argentino Diego Torres, publicado en julio de 2010, como el segundo sencillo de su séptimo álbum de estudio, Distinto (2010).

## Información de la canción
La canción también está escrito por el ex Sin Bandera, Noel Schajris y Luis Cardoso, y producido por él mismo y Rafael Arcaute. La canción logró proporcionar Diego con una entrada de la carta número doce en las canciones de Billboard Top Latin, que alcanzó su punto máximo en el número uno, convirtiéndose en su primer número uno en la carta, también se llegó al número uno en las canciones pop latino, por lo que su segundo número uno en esta carta después "Sé que ya no volverás" en 1997.

## Video musical
El video musical fue filmado en su natal Argentina en febrero de 2010, fue dirigida por Jorge Caterbona con quien Diego ha trabajado en otros videos.

## Lista de canciones
| Digital download |                     |                                         |          |  |
| N.º              | Título              | Escritor(es)                            | Duración |  |
| 1.               | «Mi Corazón se fue» | Diego Torres Noel Schajris Luis Cardoso | 3:46     |  |

## Cuadros y ventas

### Cuadros
| Cuadro (2010)                      | Posición alta |
| ---------------------------------- | ------------- |
| España (Top 100 Canciones)         | 46            |
| Spanish Airplay Chart              | 29            |
| Estados Unidos (Hot Latin Songs)   | 1             |
| Estados Unidos (Latin Pop Airplay) | 1             |
| Estados Unidos (Tropical Airplay)  | 5             |

### Ventas y certificaciones
| País      | Certificación (Umbrales de ventas) |
| --------- | ---------------------------------- |
| Argentina | Gold (CAPIF)                       |

### Cuadros de fin de año
| Cuadro (2010)      | Posición |
| ------------------ | -------- |
| US Latin Songs     | 46       |
| US Latin Pop Songs | 17       |